# Джуліан де Гузман
Джуліан де Гузман (фр. Julian de Guzman; нар. 25 березня 1981, Торонто, Канада) — канадський футболіст, півзахисник. Гравець збірної Канади, у складі якої став шестиразовим учасником Золотого кубка КОНКАКАФ. Старший брат Джонатана де Гузмана, бронзового призера чемпіонату світу у складі збірної Нідерландів.

## Клубна кар'єра

### Кар'єра в Європі
Джуліан був виявлений скаутами марсельського «Олімпіка» в канадському «Норт Скарборо». У 1997 році він переїхав у Францію, де виступав за молодіжний склад Марселя до 2000 року. У 2000 році в пошуках ігрової практики, де Гузман перейшов в клуб другого німецького дивізіону «Саарбрюкен».

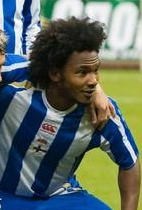
Де Гузман у складі «Депортіво».

У 2002 році Джуліан підписав контракт з командою Бундесліги, «Ганновер 96», ставши третім канадським футболістом у чемпіонаті Німеччини. У клубі він провів три сезони, зігравши 78 матчів і забивши 2 голи. Керівництво «Ганновера» не захотіло продовжувати угоду з півзахисником і він отримав статус вільного агента. Велику зацікавленість у футболісті проявляв англійський «Тоттенгем Готспур», але Джуліан підписав контракт з іспанським «Депортіво». Де Гузман став першим канадцем, що став виступати в Ла Лізі. У сезоні 2007/08, Джуліан отримав приз найращого футболіста за підсумками сезону, коли допоміг команді уникнути вильоту та завоювати місце в Кубку УЄФА. За «Депортіво» де Гузман провів 95 матчів і забив один гол у ворота мадридського «Реала».

### «Торонто»
У вересні 2009 року де Гузман підписав трирічний контракт з «Торонто». Зарплата півзахисника склала 1 910 746 $ в рік. В команді він був одним з футболістів виведених з-під стелі зарплат. 19 вересня 2009 року в матчі проти «Лос-Анджелес Гелексі» де Гузман дебютував в MLS. У липні 2010 року Джуліану вдалося переконати свого колишнього партнера по «Депортіво», іспанця Місту перейти в «Торонто». Сезон 2010 де Гузман проводить невдало і піддається критиці за невідповідність рівня гри отримуваній заробітній платі. З'явилися чутки про перехід півзахисника в
«Ванкувер Вайткепс» і «Портленд Тімберс», але тим не менш де Гузман залишився в команді. 5 січня 2011 року Джуліан переніс операцію на меніску. 7 серпня в матчі проти «Ді Сі Юнайтед» він забив дебютний гол в MLS. 18 серпня в поєдинку Ліги чемпіонів КОНКАКАФ проти панамської команди «Тауро», де Гузман забив свій перший гол за клуб на міжнародному рівні.

### «Даллас»
13 липня 2012 року де Гузман на драфті був обміняний на Ендрю Вайдмана в «Даллас». 18 вересня в матчі проти «Сан-Хосе Ерсквейкс» Джуліан дебютував у новій команді. 15 вересня в поєдинку проти «Ванкувер Вайткепс» півзахисник забив свій перший гол за клуб.
Контракт де Гузмана закінчився влітку 2012 року, але він скористався правом продовження і залишився до грудня. Взимку 2013 року де Гузман отримав статус вільного агента.

### Повернення до Європи
В останній день зимового трансферного вікна 2012/13 взимку де Гузман приєднався до клубу «Ян» з Другої німецької Бундесліги. Він дебютував за клуб 3 лютого, граючи всі 90 хвилин в матчі проти «Герти» (1:5). За підсумками того сезону клуб зайняв 18 місце і вилетів в Третю лігу, а у де Гузмана в контракт був пункт, за яким у випадку пониження клубу в класі він автоматично стане вільним агентом. До цього моменту канадець встиг зіграти за клуб лише 15 матчів.
Після КОНКАКАФ Золотого кубка КОНКАКАФ 2013 року, в кінці липня, де Гузман підписав контракт з клубом «Шкода Ксанті», що грав у Суперлізі Греції. Дебютував за клуб 1 серпня в третьому раунді кваліфікації Ліги Європи проти бельгійського «Стандарда» (1:2), а вже у матчі-відповіді, 8 серпня, Джуліан відзначився голом, але «Шкода Ксанті» програла 4:2 за сумою двох матчів і припинила участь у єврокубках. Де Гузман дебютував у Суперлізі 17 серпня проти ПАОКа (0:3). Після того, як його контракт закінчився в кінці сезону, він шукав клуб поблизу Німеччини, щоб бути ближче до своєї сім'ї, але він нічого не знайшов.

### Завершення кар'єри
Після декількох місяців без клубу, 27 березня 2015 року де Гузман підписав контракт з «Оттава Ф'юрі» з Північноамериканської футбольної ліги. Він дебютував за клуб 4 квітня проти «Кароліни Рейлгуокс». 16 грудня 2015 року де Гузман продовжив контракт з клубом до кінця сезону 2016 року. Після цього він був призначений капітаном клубу 9 березня 2016 року. В кінці сезону він завершив ігрову кар'єру.

## Міжнародна кар'єра

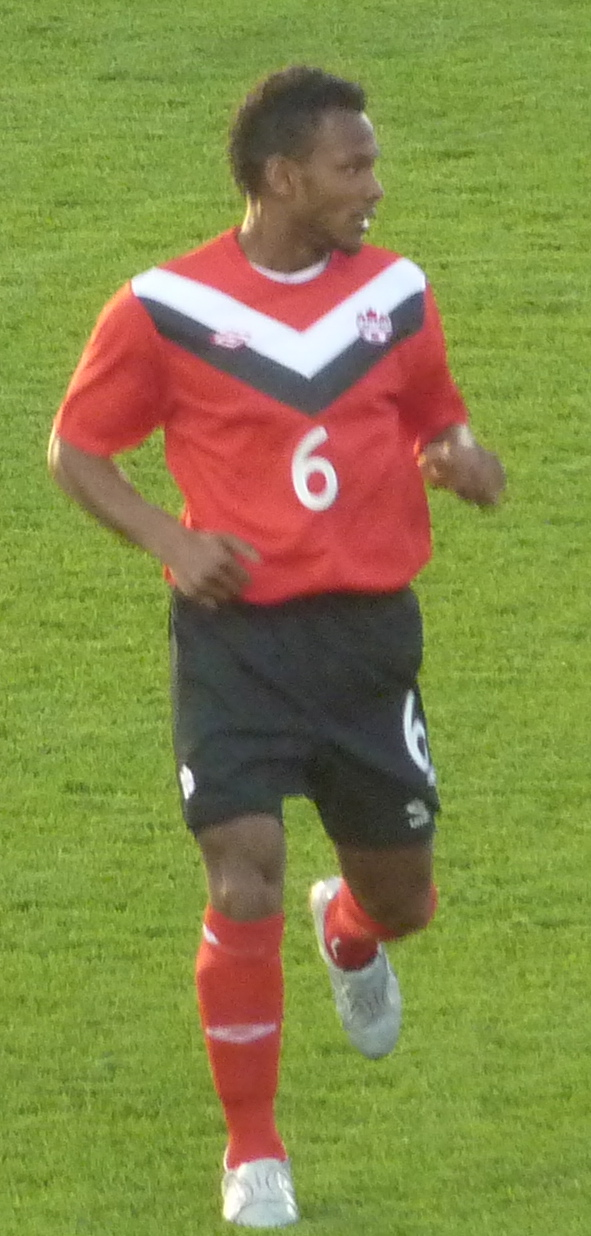
Де Гузман в матчі національної збірної проти збірної Еквадору

У 2001 році де Гузман дебютував за молодіжну збірну Канади на молодіжному чемпіонаті світу в Аргентині.
У січні 2002 року Джуліан був включений в заявку  першої збірної Канади для участі в Золотому Кубку КОНКАКАФ. 26 січня в матчі проти збірної Мартиніки він дебютував за національну команду. Також де Гузман зіграв у поєдинку проти Південної Кореї.
У 2007 році Джуліан вдруге взяв участь у Золотому кубку КОНКАКАФ. На турнірі він зіграв у матчах проти збірнихКоста-Рики, Гваделупи, Гаїті, Гватемали і США. У поєдинку проти костариканців де Гузман зробив «дубль», забивши свої перші голи за збірну. За підсумками змагань він був визнаний найкращим футболістом турніру.
У 2009 році Джуліан в третій раз взяв участь в розіграші Золотого кубка КОНКАКАФ. На турнірі він зіграв проти збірних Сальвадора, Ямайки і Гондурасу.
У 2011 році де Гузман в четвертий раз потрапив в заявку на участь в Золотому кубку КОНКАКАФ. На турнірі він взяв участь в матчах проти Панами і Гваделупи.
У 2013 році Джуліан вп'яте потрапив в заявку на участь в Золотому кубку КОНКАКАФ. На турнірі він зіграв у матчах проти збірних Мартиніки, Мексики і Панами
У 2015 році Джуліан востаннє потрапив у заявку збірної на участь у Золотому кубку КОНКАКАФ. На турнірі він зіграв у матчах проти збірних Коста-Рики і Ямайки.

## Тренерська кар'єра
30 січня 2017 року де Гусман оголосив про свій відхід з футболу і його перехід на посаду помічника головного тренера клубу «Оттава Ф'юрі».

### Голи за збірну Канади
| #   | Дата           | Місце                  | Суперник   | Результат | Змагання                            |
| --- | -------------- | ---------------------- | ---------- | --------- | ----------------------------------- |
| 01. | 6 червня 2007  | Маямі, США             | Коста-Рика | 2:1       | Золотий кубок КОНКАКАФ 2007         |
| 02. | 6 червня 2007  | Маямі, США             | Коста-Рика | 2:1       | Золотий кубок КОНКАКАФ 2007         |
| 03. | 31 травня 2008 | Сіетл, США             | Бразилія   | 2:3       | Товариський матч                    |
| 04. | 20 серпня 2008 | Торонто, Канада        | Ямайка     | 1:1       | Чемпіонат світу 2010 (кваліфікація) |
| 05. | 7 серпня 2012  | Грос Айлет, Сент-Люсія | Сент-Люсія | 0:7       | Чемпіонат світу 2014 (кваліфікація) |

## Досягнення
Командні
 ««Депортіво»»
- Володар Кубка Інтертото: 2008

Міжнародні
 Канада
- Бронзовий призер Золотого кубка КОНКАКАФ: 2002, 2007

Індивідуальні
- Найцінніший футболіст Золотого кубка КОНКАКАФ: 2007
- Символічна збірна турніру: 2007
- Символічна збірна турніру: 2009
- Найкращий футболіст року в «Депортіво»: 2007/08
- Найкращий футболіст року в Канаді: 2008
- Найкращий футболіст Канади: Липень 2012
- Найкращий Бомбардир: 2011/12